# Halimedusidae
Halimedusidae é uma família de cnidários hidrozoários da ordem Anthomedusae, subordem Capitata.

## Géneros
Estão descritos os seguintes géneros:
- Halimedusa Bigelow, 1916
- Octorhopalona Toshino, Yamamoto & Saito, 2022
- Tiaricodon Browne, 1902
- Urashimea Kishinouye, 1910